# Prava klasa
Prava klasa je pojam iz teorije skupova. Svaku se kolekciju naziva klasom. Kolekciju { x : φ (x) } nazivamo klasom ako je φ neko svojstvo. Sve klase nisu skupovi, nego tek dio njih. Ako nisu skupovi to su prave klase. Njih je otkrio Bertrand Russell u svom paradoksu. Prave klase nisu ograničene nivoima za razliku od skupova. 